# Ceraria namaquensis
Ceraria namaquensis ist eine Pflanzenart aus der Gattung Ceraria in der Familie der Didiereaceae.

## Beschreibung
Ceraria namaquensis wächst als stark verzweigter, langsamwüchsiger Strauch mit aufrechten Trieben. Er wird 1,2 bis 3 Meter hoch und besitzt eine runzelige Rinde. Die silbergrauen und gegabelten, glatten Triebe erreichen einen Durchmesser von 6 bis 8 Millimeter. Sie verjüngen sich und sind mit eng stehenden Reihen von 1 Millimeter hohen „Podarien“ besetzt. Die sehr kleinen, sitzenden, keulenförmigen Blätter sind einzeln oder gruppiert angeordnet. Sie werden 3 bis 5 Millimeter lang und 1 bis 1,5 Millimeter breit. Sie sind fleischig, sukkulent, meist vergänglich und stielrund geformt.
Ceraria namaquensis ist zweihäusig diözisch. Der kurze, wenigblütige Blütenstand ist traubig und wird 8 bis 16 Millimeter lang. Es werden 1 bis 6 sehr kleine, eingeschlechtliche Blüten mit doppelter Blütenhülle ausgebildet. Der Kelch ist zweiteilig und es sind fünf Kronblätter vorhanden. Diese sind 2 bis 4 Millimeter lang gestielt und weiß bis rosaviolett gefärbt.
Die fleischigen Früchte sind reif ungeflügelt.
Die Chromosomenzahl beträgt 2n = 48.

## Verbreitung und Systematik
Ceraria namaquensis ist in Namibia und in Südafrika in der Provinz Nordkap und dort im Kleinen Namaqualand verbreitet.
Die Erstbeschreibung von Ceraria namaquensis erfolgte als Portulacaria namaquensis 1862 durch Otto Wilhelm Sonder. Henry Harold Welch Pearson und Edith Layard Stephens stellten die Art 1912 zur Gattung Ceraria.